# José Flores (futbolista boliviano)
José Alfredo Flores López (Bolivia; 3 de agosto de 2003) es un futbolista boliviano. Juega de delantero y su equipo actual es el Club The Strongest de la Primera División de Bolivia.

## Trayectoria
Flores llegó al Club The Strongest en 2020 proveniente del ABB. Debutó en el primer equipo, y en la Primera División de Bolivia, el 10 de julio de 2021 en la victoria de visita por 1-3 sobre el Real Potosí. En octubre de 2021, Flores renovó su contrato con el club.

## Selección nacional
Fue citado al Campeonato Sudamericano Sub-20 de 2023.

## Estadísticas
Actualizado al último partido disputado el 10 de julio de 2022
| Club                    | Div.          | Temporada     | Liga  | Liga  | Copas nacionales | Copas nacionales | Copas internacionales | Copas internacionales | Total | Total |
| Club                    | Div.          | Temporada     | Part. | Goles | Part.            | Goles            | Part.                 | Goles                 | Part. | Goles |
| ----------------------- | ------------- | ------------- | ----- | ----- | ---------------- | ---------------- | --------------------- | --------------------- | ----- | ----- |
| The Strongest · Bolivia | 1.ª           | 2021          | 12    | 0     | 0                | 0                | 0                     | 0                     | 12    | 0     |
| The Strongest · Bolivia | 1.ª           | 2022          | 9     | 0     | 0                | 0                | 0                     | 0                     | 9     | 0     |
| The Strongest · Bolivia | Total club    | Total club    | 21    | 0     | 0                | 0                | 0                     | 0                     | 21    | 0     |
| Total carrera           | Total carrera | Total carrera | 21    | 0     | 0                | 0                | 0                     | 0                     | 21    | 0     |

## Palmarés

### Títulos nacionales
| Título           | Club          | País    | Año  |
| ---------------- | ------------- | ------- | ---- |
| Primera División | The Strongest | Bolivia | 2023 |